# 卡洛伊·格罗兹
卡洛伊·格罗兹（Karoly Grosz，/ˈkɑːˌrɔɪ ˈɡroʊs/, KAH-roy GROHSS, 匈牙利語：[ˈkaːroj ˈɡroːs]；约1896年—1938年后）是一位匈牙利裔美籍人，是经典好莱坞时代的电影海报插画家。作为环球影业的艺术总监，格罗斯在20世纪30年代的大部分时间里负责监督公司的广告活动，并贡献了数百幅自己的插图。他因其为经典恐怖片制作的生动多彩的海报而受到特别认可。格罗兹最著名的海报为早期的环球怪物电影做广告，如《德古拉》（1931）、《科学怪人》（1931）、《木乃伊》（1932）、《隐形人》（1933）和《科学怪人的新娘》（1935）。除了恐怖片之外，他的其他著名设计还包括史诗战争片《西线无战事》（1930年）和搞笑喜剧《我的男人戈弗雷》（1936年）的海报。
他的海报艺术的原始石版印刷品非常稀少，收藏家也非常重视。格罗斯广告公司为《科学怪人》和《木乃伊》分别绘制的两幅海报创下了世界上最昂贵电影海报的拍卖纪录。后者保持了近20年的记录，在1997年出售时，它可能是所有类别中最昂贵的艺术印刷品，包括其他形式的商业艺术以及美术。参考网站LearnAboutMoviePosters（LAMP）指出，截至2016年8月，格罗斯在其售价至少2万美元的复古电影海报综合排行榜上的表现超过了任何其他艺术家。
尽管他的作品的价值和知名度在增长，格罗斯的很多传记信息仍然是未知的。他于1896年左右出生于匈牙利，1901年移民美国，成为归化美国公民，在纽约居住，并在大约1920年至1938年间从事电影广告工作。他的艺术作品只有一小部分归功于他，这反映了早期美国电影海报艺术家的标准匿名性。

## 生平

### 个人生活
人们对格罗兹的生活知之甚少，正如许多早期的海报艺术家一样。即使在他的插图成为电影海报收藏中最有收藏价值的之一以后，他的传记细节仍然模糊不清。
在1988年出版的《卷轴艺术(Reel Art)》一书的附录中，罗茨的出生地是匈牙利，但他的出生日期和死亡日期却不详。根据1925年和1930年的纽约州和联邦人口普查记录，格罗兹1896年左右出生于匈牙利，1901年移民美国，是入籍公民，会说意第绪语。他于1917年与伯莎·格罗兹结婚，1930年生下两个孩子。
他有时被称为“卡尔（Carl）”或“卡尔（Karl）”格罗兹。1937年8月，他合法地改名为卡尔·格罗兹·卡罗利。

### 早期职业生活

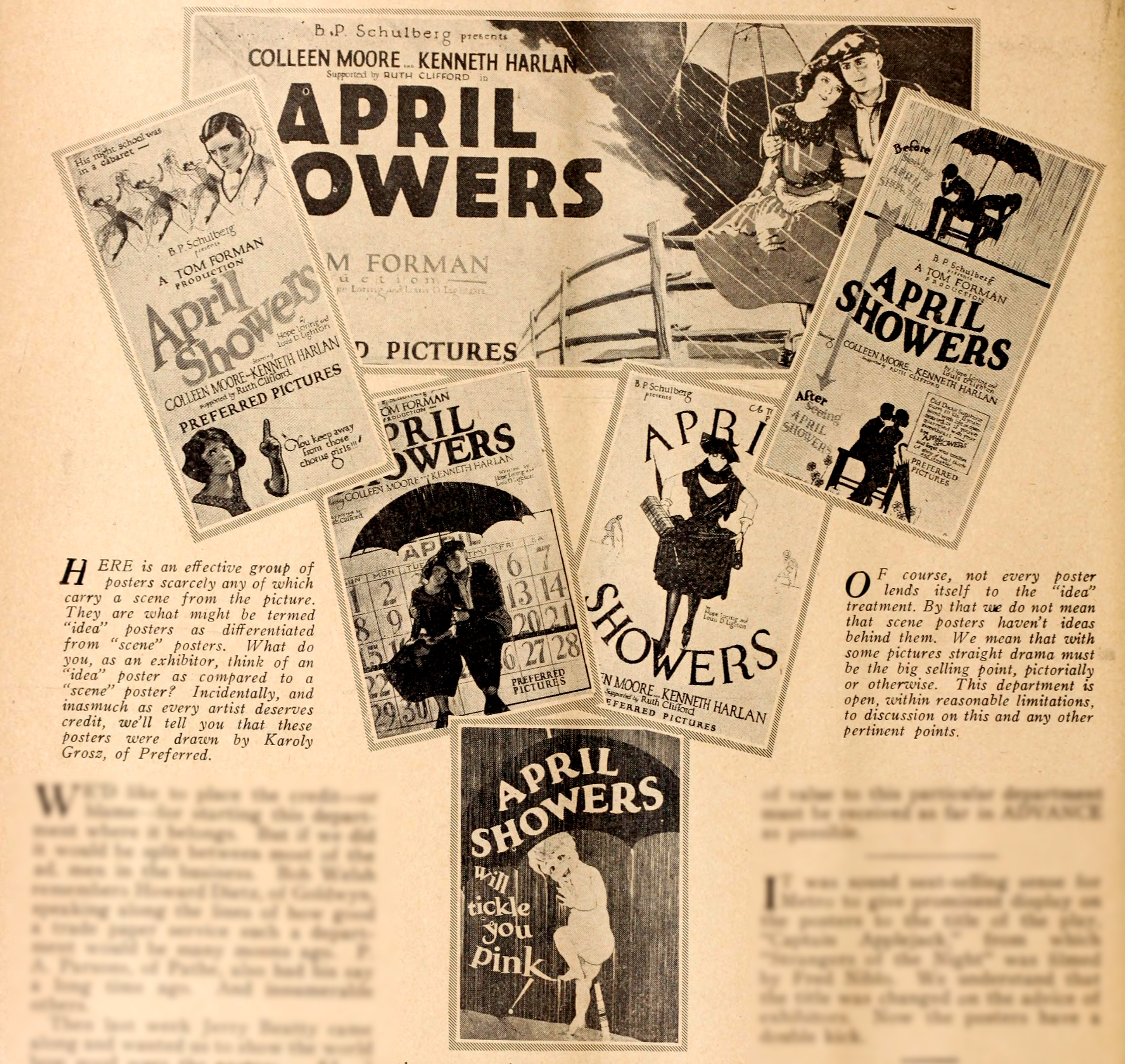
格罗斯为电影《兩小無猜 (1923年電影)》早期海报作品，转载于《电影世界》杂志。

格罗兹早在1920年就开始从事电影广告工作，当时一家行业报纸将他描述为制片人刘易斯·J·塞尔兹尼克的《塞尔兹尼克的照片》的雇员，在新泽西李堡的公司工作室从事艺术标题创作。